# Guglielmo Imperiali di Francavilla

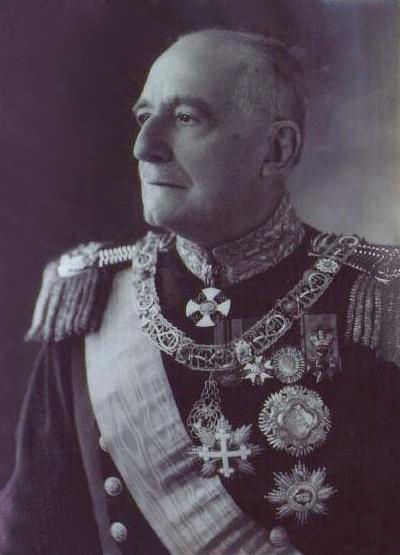
Guglielmo Imperiali di Francavilla

Marchese Guglielmo Imperiali di Francavilla, Nobile dei Principi di Francavilla (* 19. August 1858 in Salerno; † 20. Januar 1944 in Rom) war ein Diplomat und Politiker im Königreich Italien, der unter anderem zwischen 1904 und 1909 Gesandter im Osmanischen Reich sowie von 1910 bis 1920 Gesandter im Vereinigten Königreich war. Er war zudem von 1913 bis 1943 Mitglied des Senats (Senato del Regno) sowie von zwischen 1921 und 1923 Ständiger Vertreter Italiens beim Völkerbund. 1932 wurde er noch Ritter des Annunziaten-Ordens, des damals höchsten Verdienstordens Italiens.

## Leben

### Studium, Eintritt und Verwendungen im diplomatischen Dienst
Guglielmo Imperiali di Francavilla war ein Nachfahre des aus Genua stammenden und zum Hochadel gehörenden Adelsgeschlechts Imperiali und eines von vier Kindern und einziger Sohn von Marchese Francesco Imperiali, Nobile dei Principi di Francavilla, und von Clementina Volpicelli, Tochter des wohlhabenden Kaufmanns Pietro Volpicelli und der Diplomatentochter Teresa, geb. (de) Micheroux, sowie Schwester der Ordensgründerin Caterina Volpicelli.
Er erbte von seinem Vater nach dessen Tode die Titel als Marchese sowie als Nobile dei Principi di Francavilla und Patrizio von Neapel. Er absolvierte ein Studium der Rechtswissenschaften an der Universität Neapel Federico II, welches er mit einem Laurea in giurisprudenza beendete.
Er trat am 1. Februar 1882 in den diplomatischen Dienst des Außenministeriums (Ministero degli affari esteri) und wurde nach seiner gleichzeitigen Ernennung zum Attaché am 3. Mai 1884 an die Gesandtschaft im Deutschen Kaiserreich versetzt. Am 31. Januar 1885 wechselte er als Attaché an die Gesandtschaft in der Französische Republik und wurde dort am 5. Februar 1885 zum Legationssekretär Zweiter Klasse befördert. Für seine Verdienste in dieser Zeit wurde er am 2. April 1885 Ritter des Ordens der Krone von Italien sowie am 16. März 1886 auch Ritter der französischen Ehrenlegion. Am 9. November 1889 wurde er als Legationssekretär Zweiter Klasse an die Gesandtschaft in den USA versetzt und dort am 25. Februar 1892 zum Legationssekretär Erster Klasse befördert. Darüber hinaus wurde er während seiner Verwendung in Washington, D.C. am 14. Januar 1892 Ritter des Ordens der Heiligen Mauritius und Lazarus sowie am 3. Januar 1895 Offizier des Ordens der Krone von Italien.
Am 22. April 1895 wurde Imperiali zunächst als Legationssekretär Erster Klasse an die Gesandtschaft im Königreich Spanien versetzt, diese Übertragung aber bereits am 20. Mai 1895 widerrufen, woraufhin am 7. Juni 1895 seine Versetzung an die Gesandtschaft im Königreich Belgien erfolgte, an der er bis zum 19. April 1901 tätig war. Während dieser Zeit wurde er am 30. Dezember 1897 Kommandeur des belgischen Leopoldsordens sowie am 6. Februar 1898 auch Offizier des Ordens der Heiligen Mauritius und Lazarus. Am 10. Dezember 1899 wurde ihm ferner der Titel eines Patrizio von Genua zuerkannt. Am 19. April 1901 wechselte er wiederum an die Gesandtschaft im Deutschen Kaiserreich und empfing dort am 31. August 1901 seine Beförderung zum Legationsrat (Consigliere di legazione). In dieser Verwendung wurde er am 18. Januar 1903 Kommandeur des Ordens der Krone von Italien sowie am 3. Juni 1903 Kommandeur des sächsischen Albrechts-Ordens und bekam zudem am 11. Juni 1903 den preußischen Roten Adlerorden verliehen.

### Gesandter im Osmanischen Reich und im Vereinigten Königreich sowie Senator

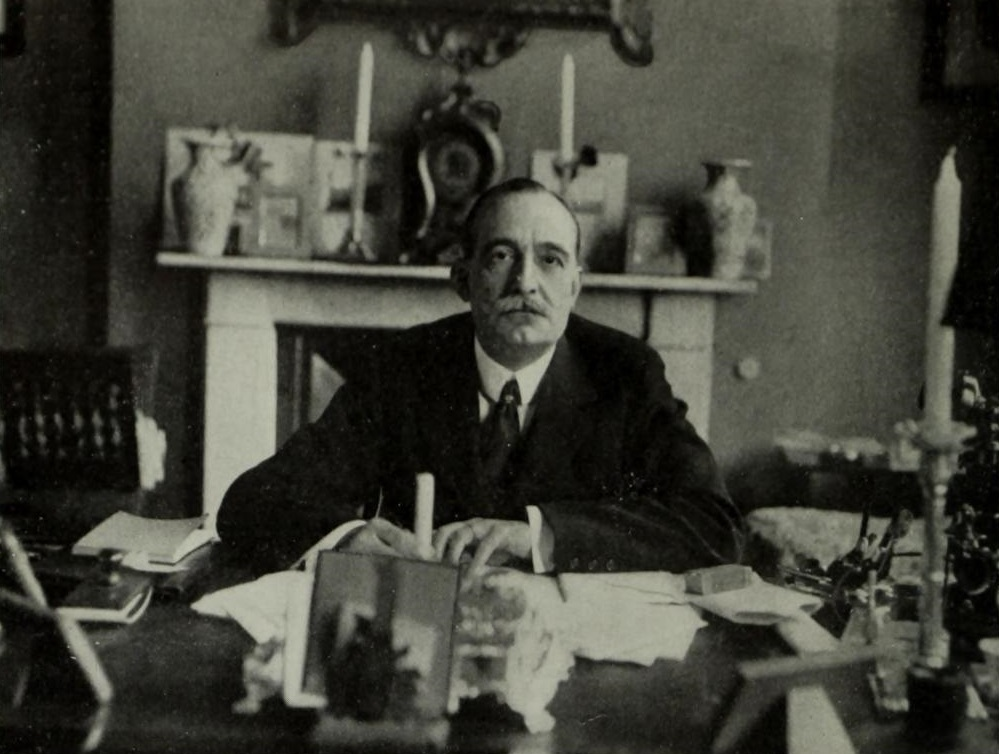
Guglielmo Imperiali di Francavilla (um 1915)

Am 3. Mai 1903 wurde Guglielmo Imperiali di Francavilla als Nachfolger von Giorgio Polacco zum diplomatischen Agenten und Generalkonsul im Fürstentum Bulgarien mit Amtssitz in Sofia ernannt und erhielt dort am 28. Juni 1903 die Ernennung zum Gesandten Zweiter Klasse (Inviato straordinario di II classe). Am 21. Januar 1904 folgte ihm Fausto Cucchi Boasso als Generalkonsul in Sofia, während er zum Gesandten im Königreich Serbien berufen wurde. Bereits am 30. Juni 1904 wurde er jedoch als Nachfolger von Obizzo Malaspina di Carbonara zum außerordentlichen Gesandten und bevollmächtigten Minister im Osmanischen Reich ernannt. Auf dem Posten in Konstantinopel blieb er bis zu seiner Ablösung durch Edmondo Mayor des Planches am 11. Januar 1910. Während dieser Zeit wurde er am 8. Januar 1905 Kommandeur des Ordens der Heiligen Mauritius und Lazarus und bekam zudem am 28. November 1907 das Großkreuz des Ordens der Krone von Italien verliehen.
Imperiali selbst wiederum übernahm am 11. Januar 1910 von Antonino Paternò-Castello, Marchese di San Giuliano den Posten als Gesandter im Vereinigten Königreich und verblieb mehr als zehn Jahre in dieser Funktion, ehe er am 24. November 1920 von Giacomo De Martino abgelöst wurde. Während dieser Zeit wurde er am 18. Juni 1911 auch als Inviato straordinario di I classe zum Gesandten Erster Klasse befördert. Am 26. April 1915 unterzeichnete er den geheimen Vertrag von London, der Italien im Gegenzug zu territorialen Versprechungen zum Kriegseintritt auf der Seite der Triple Entente verpflichtete.
Am 16. Oktober 1913 wurde er ferner zum Mitglied des Senats (Senato del Regno) ernannt und gehörte diesem vom 6. Dezember 1913 bis zum 5. August 1943 an. Ihm wurde er ferner am 8. November 1913 das Großkreuz des Ordens der Heiligen Mauritius und Lazarus verliehen.

### Erster Weltkrieg und Teilnahme an internationalen Konferenzen in der Zwischenkriegszeit

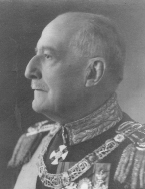
Gesandter Guglielmo Imperiali di Francavilla

Als Deutschland während des Ersten Weltkrieges dem Osmanischen Reich die Dardanellen garantierte, schickte Italien über das britische diplomatische Korps zwei geheime Dokumente von Sir Michael Rodd an den britischen Botschafter in Russland George William Buchanan in Sankt Petersburg. Sie waren der Beweis, den das Russische Kaiserreich brauchte, um Italien zu überzeugen, seine serbische Politik auf dem Balkan zu unterstützen. Am 4. März 1915 übergab Guglielmo Imperiali di Francavilla als Gesandter in London, dem britischen Außenminister Sir Edward Grey die Dokumente, die der italienische Außenminister Sidney Sonnino am 16. Februar in Auftrag gegeben hatte. Frankreich maß der Entscheidung Italiens, sich der alliierten Triple Entente anzuschließen, große Bedeutung bei. Buchanan brachte Sergei Dmitrijewitsch Sasonow an den Verhandlungstisch. Am 11. November 1915 wurde er als Honorary Knight Commander des Royal Victorian Order (KCVO) ausgezeichnet.
Nach Ende des Ersten Weltkrieges war Gesandter Guglielmo Imperiali di Francavilla zwischen Mai und Juli 1919 Mitglied der italienischen Delegation bei der Pariser Friedenskonferenz, die das Ziel hatte, einen Friedensvertrag mit Deutschland und seinen Verbündeten zu erarbeiten. Ihr Ergebnis waren die Pariser Vorortverträge, darunter auch der Friedensvertrag von Versailles. Er war ferner zwischen dem 12. und dem 23. Februar 1920 Mitglied der Delegation bei Konferenz von London sowie vom 18. bis 26. April 1920 bei der Konferenz von Sanremo, die unter anderem der Vorbereitung des Friedens von Sèvres (August 1920) mit der Türkei diente. Auf ihr beschloss der Oberste Rat der Alliierten Mächte (Großbritannien, Frankreich, Italien) im Rahmen der Neuaufteilung des besiegten Osmanischen Reichs verschiedene Mandate (Syrien und Libanon, Mesopotamien, Palästina). Nach seiner Abberufung als Gesandter im Vereinigten Königreich wurde er am 18. Dezember 1920 als Honorary Knight Grand Cross des Order of the Bath (GCB) ausgezeichnet.

### Funktionen im Senat, Vertreter beim Völkerbund und Ernennung zum Botschafter
Nach seiner Rückkehr war Imperiali im Senat zwischen dem 29. Januar 1921 und dem 10. Dezember 1923 mit einer kurzen Unterbrechung Mitglied des Ausschusses für auswärtige Angelegenheiten (Commissione per la politica estera). Zugleich fungierte er zwischen dem 10. Februar 1921 und dem 13. Januar 1923 als Ständiger Vertreter Italiens beim Völkerbund. Er war ferner vom 28. März 1922 bis zum 10. Dezember 1923 Mitglied der Commissione di finanze, des Finanzausschusses des Senats, und wurde am 22. Oktober 1922 Ehrenmitglied des Rates für Heraldik (Consulta araldica).
Am 18. Januar 1923 schied er nach fast 41 Dienstjahren aus dem diplomatischen Dienst und erhielt mit seinem Eintritt in den Ruhestand den Ehrentitel eines Botschafters (Ambasciatore). Er gehörte zwischen dem 15. November 1923 bis zum 21. Mai 1925 mit Unterbrechung der Kommission zur Überprüfung der Qualifikation neuer Senatoren (Commissione per la verifica dei titoli dei nuovi senatori) als Mitglied an. Des Weiteren war er vom 10. Januar 1924 bis 1932 Mitglied des Komitees für Rechtsfragen (Consiglio del contenzioso diplomatico) des Außenministeriums. 1932 wurde er darüber hinaus Ritter des Annunziaten-Ordens, des damals höchsten Verdienstorden Italiens. Darüber hinaus war er zwischen dem 1. Mai 1934 und dem 5. August 1943 Mitglied der Kommission für die Rechtsprechung des Obersten Gerichtshofes (Commissione per il giudizio dell’Alta Corte di Giustizia) sowie zuletzt vom 17. April 1939 bis zum 5. August 1943 zudem Mitglied des Ausschusses für auswärtige Angelegenheiten, Handels- und Zollrecht (Commissione degli affari esteri, degli scambi commerciali e della legislazione doganale).

### Ehefrau
Er heiratete am 30. April 1896 in Neapel Maria Giovanna Colonna, dei principi di Paliano e Summonte (* 11. Mai 1867 in Neapel), Tochter  des Edoardo Colonna (1833–1904), Fürsten von Summonte, und der Maria Serra, des Luciano Serra, Duca di Cardinale, Tochter.

## Veröffentlichung
- Diario 1915–1919. Rubbettino, Soveria Mannelli, 2006, ISBN 88-498-1470-4.

## Hintergrundliteratur
- Giuseppe Bruccoleri: L’opera dei delegati italiani nella societa delle nazioni. Volume I. Tommaso Tittoni, Maggiorino Ferraris, Guglielmo Imperiali, Vittorio Scialoja, Antonio Salandra. 1920 1924. Are, An. Romana Editoriale, Rom, 1935.
- Giorgio Martucci: L’Ambasciatore Guglielmo Imperiali e l'Albania, Accademia Imperiali, Francavilla Fontana, 2007.
- Vincenzo Alfano: Guglielmo Imperiali, il protagonista italiano del patto di Londra. Lulu, Neapel, 2009.
- Fondo Guglielmo Imperiali, 33 volumi di memorie (1871 gen. 1 – 1942 feb. 28), Conservato presso larchivio storico del Senato della Repubblica.